# Osmofobia
Con il termine osmofobia od olfactofobia si fa riferimento alla fobia, avversione, repulsione o ipersensibilità psicologica a profumi o odori. Benché possa presentarsi isolatamente o nel corredo di alcuni disordini psichiatrici, l'osmofobia è una delle condizioni caratteristiche dell'emicrania.
In questo senso, durante l'attacco emicrania il soggetto si isola da qualsiasi fonte odorosa, divenendo particolarmente sensibile ad odori quali fumo di tabacco, profumi, cibi particolarmente aromatici o fritti, disinfettanti, vernici e benzina, banane, agrumi come limoni o mandarini.